# Solarstriker
Solarstriker (ソーラーストライカー?) är ett shoot 'em up-spel utvecklat av Nintendo R&D1 och Minakuchi Engineering till Game Boy. Spelet släpptes i Japan den 26 januari 1990, i Nordamerika i februari samma år och i Europa den 28 september.

## Handling
Spelet utspelar sig år 2159, och skildrar en konflikt mellan jordmänniskor och en utomjordisk art från en himlakropp i omloppsbana runt stjärnan Turin.

### Fotnoter
1. 1 2  ”N-Sider.com: Solar Striker”. N-Sider. 24 december 2007. Arkiverad från originalet den 3 mars 2016. https://web.archive.org/web/20160303201825/http://www.n-sider.com/gameview.php?gameid=284&view=credits. Läst 27 april 2014.
2. ↑  Mobygames